# Church Gresley
Church Gresley är en by i unparished area Swadlincote, i distriktet South Derbyshire, i grevskapet Derbyshire, i England. Byn är belägen 19 km från Derby. Orten har 6 881 invånare (2011). Church Gresley var en civil parish fram till 1974. Civil parish hade 7 771 invånare år 1951.